# تپه سلیمان
تپه سلیمان مربوط به دوره قاجار است و در شهرستان تهران، روستای سلیمان واقع شده و این اثر در تاریخ ۲۵ اسفند ۱۳۷۹ با شمارهٔ ثبت ۳۱۰۵ به‌عنوان یکی از آثار ملی ایران به ثبت رسیده است.